# Euclides González
Euclides González (Puerto Tejada, 4 de marzo de 1949 - Bogotá, 22 de diciembre de 2012) fue un futbolista colombiano que se desempeñaba de lateral izquierdo.

## Trayectoria
Nació en Puerto Tejada el 4 de marzo de 1949, se inició en las menores del club embajador, debutando en primera división de 1971 en Millonarios a la edad de 22 años, al año siguiente saldria campeón y clasificando a la Copa Libertadores siendo titular en algunos partidos del torneo. Ya de titular en 1973 en el partido de desempate frente al Deportivo Cali logrando el subcampeonato, en 1975 logaria de nuevo el subcampeonato siendo figura y de los mejores defensas del país logrando ser convocado para la copa ameríca de ese año. En 1978 saldría campeón haciendo una campaña excelente al lado de jugadores como Willington Ortiz, Arturo Segovia, Jaime Morón, entre otros. Su último año con millonarios fue en 1981 siendo el sexto jugador en jugar más partidos en la historia del club, en el siguiente año se iría al Independiente Medellín donde llegaría como un jugador de experiencia, en ese mismo año se retira del fútbol profesional a la edad de 33 años. El 22 de diciembre de 2012 fallecería a la edad de 63 años en Bogotá.

## Selección nacional
Ha sido internacional con la Selección de fútbol de Colombia en la Copa 
América de 1975 siendo suplente todo el torneo quedando Colombia como subcampeón, también es convocado para las eliminatorias para la Copa Mundial de Argentina 1978 siendo suplente.

### Participaciones en selección

#### Participaciones en Copa América
| Copa América      | Sede          | Resultado  |
| ----------------- | ------------- | ---------- |
| Copa América 1975 | Sin sede fija | Subcampeón |

#### Eliminatorias del Mundial
| Eliminatorias                 | Resultado | Part. | Goles |
| ----------------------------- | --------- | ----- | ----- |
| Eliminatorias Mundial de 1978 | 7.º Lugar | 0     | 0     |

## Estadísticas como jugador
| Club                              | Div.          | Temporada     | Liga  | Liga  | Copa Libertadores | Copa Libertadores | Total | Total |
| Club                              | Div.          | Temporada     | Part. | Goles | Part.             | Goles             | Part. | Goles |
| --------------------------------- | ------------- | ------------- | ----- | ----- | ----------------- | ----------------- | ----- | ----- |
| Millonarios · Colombia            | 1.ª           | 1971-81       | 371   | 6     | 16                | 0                 | 387   | 6     |
| Independiente Medellín · Colombia | 1.ª           | 1982          | 0     | 0     | -                 | -                 | 0     | 0     |
| Total carrera                     | Total carrera | Total carrera | 371   | 6     | 16                | 0                 | 387   | 6     |

## Palmarés
| Título           | Club        | País     | Año  |
| ---------------- | ----------- | -------- | ---- |
| Primera División | Millonarios | Colombia | 1972 |
| Primera División | Millonarios | Colombia | 1978 |